# Giuseppe Rinaldi (Schauspieler)
Giuseppe Rinaldi (* 14. September 1919 in Rom; † 15. Dezember 2007 ebenda) war ein italienischer Schauspieler und Synchronsprecher.

## Leben
Rinaldi begann Ende der 1930er Jahre mit der Schauspielerei. Bis in die 1950er Jahre spielte er in mehreren Filmen mit, ehe er sich als Synchronsprecher einen großen Namen machte. So war er beispielsweise die italienische Stimme von Paul Newman in Die Katze auf dem heißen Blechdach, Haie der Großstadt oder Der Clou. Des Weiteren synchronisierte er andere Hollywoodgrößen wie Marlon Brando (z. B. in Der Pate), Peter Sellers (z. B. in Dr. Seltsam oder: Wie ich lernte, die Bombe zu lieben oder als Inspektor Clouseau in Der rosarote Panther) oder Rock Hudson (z. B. in Die wunderbare Macht). Außerdem lieh er in mehreren Disneyfilmen verschiedenen Figuren seine Stimme. Ende der 1990er Jahre setzte er sich zur Ruhe.
Rinaldi war zweimal verheiratet (Marina Dolfin – Maria Pia Casilio) und hat aus beiden Ehen insgesamt drei Kinder. Im Dezember 2007 erlag er einer Lungenentzündung.